# Клімов Кирило Валерійович
Кирило Валерійович Клімов (рос. Кирилл Валерьевич Климов; нар. 30 січня 2021, Орел, Росія) — російський футболіст, нападник грузинського клубу «Колхеті-1913».

## Життєпис
Син футболіста та тренера Валерія Клімова. Розочинав займатися у 5-річному віці в Орлі. 2011 року перейшов до академії московського «Динамо». Три роки по тому, через конфлікт із тренером Вадимом Гараніним, опинився у московському «Локомотиві». У 2018 році перейшов до молодіжної команди. До зими зіграв 85 хвилин у чотирьох матчах молодіжної першості та 20 хвилин у трьох матчах Юнацької ліги УЄФА. У серпні 2018 року уклав угоду з бельгійським «Серкль» (Брюгге), фарм-клубом «Монако», куди перейшов за 100 000 євро після досягнення 18 років — 30 січня 2019 року, в останній день трансферного вікна. Климов переходив у першу команду, але грав лише за другу через проблеми з видом на проживання та робочою візою. 31 серпня 2019 року підписав 2-річний контракт із «Монако». Виступав за молодіжну команду, 16 лютого 2020 року оформив хет-трик у ворота «Кана» (7:0).
17 жовтня 2020 року перейшов до «Рубіну», з яким підписав 4-річний контракт. За команду дебютував 4 листопада, вийшов у матчі Кубку Росії проти «СКА-Хабаровська» (0:1) на 82-й хвилині. 22 листопада у домашньому матчі проти «Ростова» (0:2) зіграв перший матч у чемпіонаті, вийшов на поле на 84-й хвилині замість Солтмурада Бакаєва.
20 лютого 2021 року перейшов в оренду до «Тамбова», за який у весняній частині чемпіонату Росії 2020/21 провів 11 матчів. У домашній грі останнього туру проти «Зеніту» (1:5) відзначився своїм першим голом у найвищому російському дивізіоні.
На сезон 2021/22 років відправився в оренду клубу другого дивізіону «Кубань» (Краснодар). За «Кубань» провів 17 матчів у Першості ФНЛ. У грудні 2021 року повернувся в «Рубін» з оренди в краснодарської «Кубані». До кінця сезону грав за «Рубін», з яким він вилетів з Першої ліги. У сезоні 2022/23 років перейшов у «СКА-Хабаровськ» у другому дивізіоні.
У 2016-2019 роках грав за збірну 2001 року народження (тренери Андрій Мітін, Леонід Аблізін, Олександр Кержаков, Олег Левін).
Брат Микита (народився 1997 року) виступав у ПФЛ, 2020 року завершив кар'єру.

## Статистика виступів

### Клубна
Станом на 21 травня 2022 року
| Клуб                          | Сезон             | Ліга              | Ліга  | Ліга | Кубок | Кубок | Континентальні | Континентальні | Загалом | Загалом |
| Клуб                          | Сезон             | Двізіон           | Матчі | Голи | Матчі | Голи  | Матчі          | Голи           | Матчі   | Голи    |
| ----------------------------- | ----------------- | ----------------- | ----- | ---- | ----- | ----- | -------------- | -------------- | ------- | ------- |
| «Монако Б»                    | 2020–21           | Національний 2    | 0     | 0    | –     | –     | –              | –              | 0       | 0       |
| «Рубін» (Казань)              | 2020–21           | РПЛ               | 3     | 0    | 1     | 0     | –              | –              | 4       | 0       |
| «Рубін» (Казань)              | 2021–22           | РПЛ               | 1     | 0    | 0     | 0     | –              | –              | 1       | 0       |
| «Рубін» (Казань)              | Загалом           | Загалом           | 4     | 0    | 1     | 0     | 0              | 0              | 5       | 0       |
| «Тамбов» (оренда)             | 2020–21           | РПЛ               | 11    | 1    | 1     | 0     | –              | –              | 12      | 1       |
| «Кубань» (Краснодар) (оренда) | 2021–22           | ФНЛ               | 17    | 0    | 3     | 0     | –              | –              | 20      | 0       |
| Усього за кар'єру             | Усього за кар'єру | Усього за кар'єру | 32    | 1    | 5     | 0     | 0              | 0              | 37      | 1       |